# James R. Bartholomew
Pour les articles homonymes, voir Bartholomew.
James Richard Bartholomew (né le 30 juin 1941) est un historien américain spécialisé dans l'histoire moderne du Japon.

## Formation et carrière
Il étudie à l’université Stanford où il obtient un bachelor of arts en 1963, une maîtrise en 1964 et un doctorat en 1972.
Il est actuellement professeur émérite à l'université d'État de l'Ohio.

## Travaux
Ses travaux portent sur l'histoire de l'Asie de l'Est ; l'environnement, la technologie et la science ; et la religion dans l'histoire.
Il a participé à l'encyclopédie The Oxford Companion to the History of Modern Science (en) consacrée à l'histoire des sciences du milieu du XVIe siècle (début de la période moderne) jusqu'au début du XXIe siècle, aux côtés de Jim Bennett, Frederic L. Holmes, Rachel Laudan et Giuliano Pancaldi, sous la supervision de John Heilbron.
Dans The Formation of Science in Japan: Building a Research Tradition, il démonte l'idée reçue selon laquelle la science moderne au Japon manquerait de créativité. Il montre au contraire que le Japon a en fait construit une tradition de recherche scientifique qui est l'une des plus importantes au monde, notamment en décrivant son évolution à la fin de la période féodale Tokugawa au contact de la science occidentale. En dépit d'un pouvoir central hostile à l'innovation, le Japon voit l'émergence d'une communauté de chercheurs en médecine, chinoise et occidentale notamment via l'influence hollandaise à Nagasaki, et en mathématiques avec la forme distinctive du wasan. Bartholomew décrit aussi pourquoi le Japon a choisi le modèle espagnol pour son système de licence ou l'influence des étudiants japonais partis à l'étranger et revenus au pays avec leurs méthodes de travail.

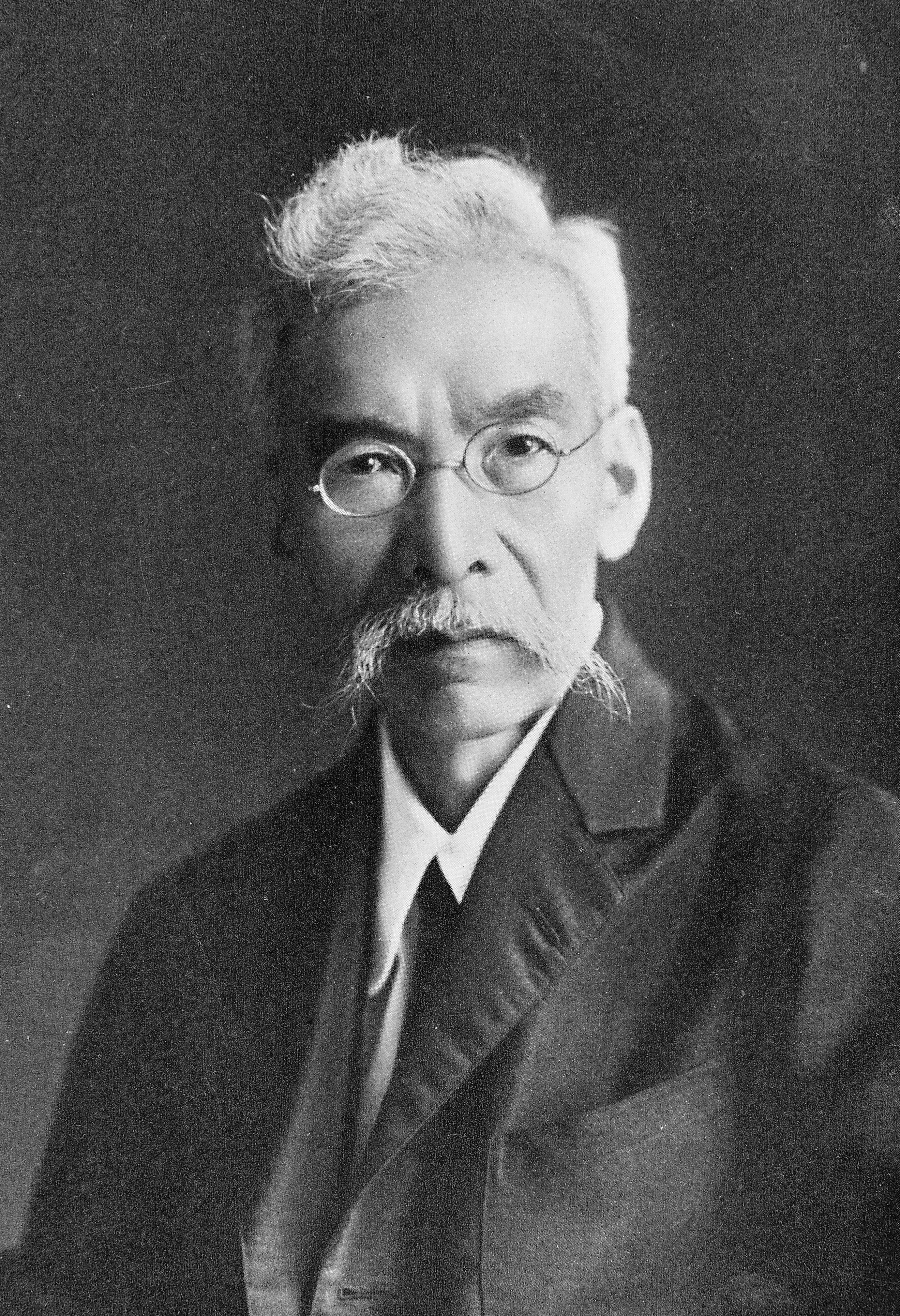
Katsusaburō Yamagiwa

Bartholomew s'intéresse à quelques personnalités particulières, telles que le bactériologiste Kitasato Shibasaburō (1853-1931) et le physicien Hantarō Nagaoka (1865—1950). Il revient également sur la polémique autour du prix Nobel 1926, attribué à Johannes Andreas Grib Fibiger, pour sa découverte de Spiroptera carcinoma (en), un parasite que Fibiger annonçait comme cause of cancer. Ce travail fut ensuite discrédité par d'autres scientifiques peu de temps après,,,,. Deux ans plus tard, Katsusaburō Yamagiwa réussit à induire un cancer épidermoïde sur les oreilles d'un lapin en les badigeonnant de goudron, apportant la démonstration des propriétés cancérigènes de ce produit. Le travail de Yamagiwa fut fondamental dans ce domaine de recherche. Au point que de nombreuses personnes ont considéré que le prix Nobel de Fibiger devait lui être retiré, notamment parce que Yamagiwa n'a jamais été récompensé pour ses travaux. Bartholomew « explore la candidature de Yamagiwa, qui avait développé la première méthode efficace au monde pour produire un cancer artificiellement (...). Johannes Fibiger du Danemark, qui découvrit comment utiliser des parasites pour causer un cancer chez des rats deux ans auparavant le succès de Yamagiwa, reçut le prix, probablement parce que les nominations étaient souvent grandement influencées par des accointances, la géographie et la marginalisation que distance depuis d'autres centres imposait aux japonais. ».

## Prix et distinctions
En 1992 il est lauréat du prix Pfizer décerné par l’History of Science Society, pour son ouvrage The Formation of Science in Japan: Building a Research Tradition,,,,.
Il a reçu une bourse Guggenheim en 2001 et a été élu membre de l’Association américaine pour l'avancement des sciences en 2007.

## Publications
- 1989: The Formation of Science in Japan  (New Haven: Yale University Press, 1989).